# Кортенова
Кортено̀ва (на италиански: Cortenova, на западноломбардски: Cornöva, Корньова) е село и община в Северна Италия, провинция Леко, регион Ломбардия. Разположено е на 483 m надморска височина. Населението на общината е 1240 души (към 2014 г.).